# Baby Lasagna
Marko Purišić (født 5. juli 1995 i Umag), professionelt kendt som Baby Lasagna, er en kroatisk singer-songwriter og musikproducer.
Han repræsenteret Kroatien i Eurovision Song Contest 2024 med sangen "Rim Tim Tagi Dim" hvor han fik en en andenplads i finalen med 547 point hvor han vandt seerafstemmingen med 337 point men fik en 3. plads hos juryerne med 210 point.